# Лолар
Лолар (њем. Lollar) град је у њемачкој савезној држави Хесен. Једно је од 18 општинских средишта округа Гисен. Према процјени из 2010. у граду је живјело 9.879 становника. Посједује регионалну шифру (AGS) 6531013.

## Географски и демографски подаци
Лолар се налази у савезној држави Хесен у округу Гисен. Град се налази на надморској висини од 173 метра. Површина општине износи 21,9 km². У самом граду је, према процјени из 2010. године, живјело 9.879 становника. Просјечна густина становништва износи 452 становника/km².

## Међународна сарадња
| Мјесто | Држава    | Врста сарадње | Од    |
| ------ | --------- | ------------- | ----- |
|        | Француска | партнерство   | 1987. |
| Извор  |           |               |       |